# Papa Bouba Diop
Papa Bouba Diop (* 28. Januar 1978 in Dakar; † 29. November 2020 in Paris) war ein senegalesischer Fußballspieler.

## Karriere
Papa Bouba Diop spielte bevorzugt auf der Position eines zentralen Mittelfeldspielers, war aber auch auf der Position zentral vor der Abwehr einsetzbar. Aufgrund seiner Statur und seiner Körpergröße von 1,94 Meter war der kräftige Box-to-Box Mittelfeldspieler ein sehr unangenehmer Gegenspieler. Während seiner Zeit beim FC Fulham wurde er dort als „letztes Juwel in der Krone“ bezeichnet. Ab der Saison 2007/08 spielte Diop für den FC Portsmouth. Im Jahr 2008 gewann er mit Portsmouth den FA Cup.
Zur Saison 2010/11 wechselte er ablösefrei zu AEK Athen. Mitte 2011 gab AEK den Mittelstürmer als Free-Agent frei und West Ham United konnte ihn somit am 31. August 2011 für ein Jahr (mit Option auf weitere 12 Monate) für 250.000 Euro verpflichten. Diese Option wurde jedoch nicht gezogen und so wechselte er zu Birmingham City, für die er jedoch nur zwei Ligaspiele absolvierte.

### Nationalmannschaft
Diop wurde zum ersten Mal 1999 in die Senegalesische Fußballnationalmannschaft berufen, aber bestritt erst 2001 sein erstes Länderspiel. Er gehörte dem Mannschaftskader für die FIFA Fußball-Weltmeisterschaft 2002 in Japan und Südkorea an und machte dort auf sich aufmerksam, als er im WM-Eröffnungspiel gegen Frankreich den 1:0-Siegtreffer erzielte. In fünf Turnierspielen erzielte er drei, in insgesamt 63 Länderspielen elf Tore.

## Erkrankung und Tod
Diop starb im November 2020 im Alter von 42 Jahren an den Folgen von amyotropher Lateralsklerose (ALS).